# Lutocin (gmina)
Pour les articles homonymes, voir Lutocin.
La gmina de Lutocin est un district administratif situé en milieu rural du powiat de Żuromin dans la voïvodie de Mazovie, dans le centre-est de la Pologne.
Son siège administratif (chef-lieu) est le village de Lutocin, qui se situe environ 13 km au sud-ouest de Żuromin (siège de la powiat) et 118 km au nord-ouest de Varsovie (capitale de la Pologne).
La gmina couvre une superficie de 126,03 km2 pour une population de 4 631 habitants en 2006.

## Histoire
De 1975 à 1998, la gmina appartenait administrativement à la voïvodie de Ciechanów.

## Géographie

### Villages
La gmina de Lutocin comprend les villages et localités de :

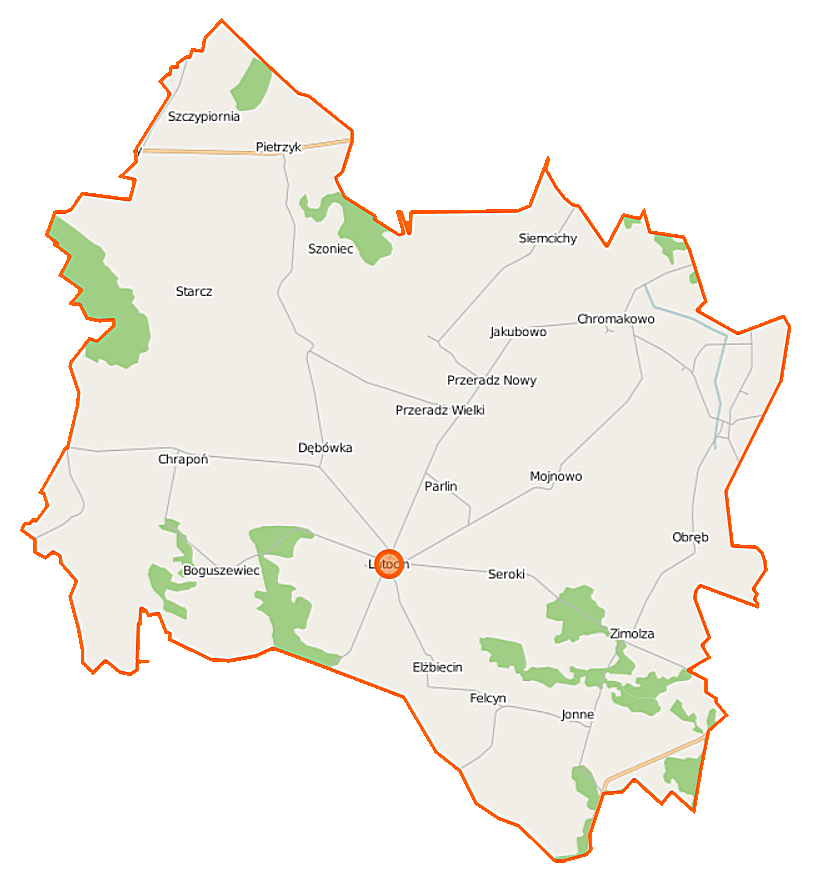
Plan de la gmina

- Boguszewiec
- Chrapoń
- Chromakowo
- Dębówka
- Elżbiecin
- Felcyn
- Głęboka
- Jonne
- Lutocin
- Mojnowo
- Nowy Przeradz
- Obręb
- Parlin
- Pietrzyk
- Przeradz Mały
- Przeradz Wielki
- Psota
- Seroki
- Siemcichy
- Starcz
- Swojęcin
- Szczypiornia
- Szoniec
- Zimolza

### Gminy voisines
La gmina de Lutocin est bordée des gminy voisines de :
- Bieżuń
- Lubowidz
- Rościszewo
- Skrwilno
- Żuromin

## Structure du terrain
D'après les données de 2002, la superficie de la commune de Lutocin est de 126,03 km2, répartis comme telle :
- terres agricoles : 72 %
- forêts : 20 %

La commune représente 15,66 % de la superficie du powiat.

## Démographie
Données du 30 juin 2004 :
| Description        | Total  | Total | Femmes | Femmes | Hommes | Hommes |
| ------------------ | ------ | ----- | ------ | ------ | ------ | ------ |
| Unité              | Nombre | %     | Nombre | %      | Nombre | %      |
| Population         | 4 656  | 100   | 2 348  | 50,4   | 2 308  | 49,6   |
| Densité (hab./km²) | 36,9   | 36,9  | 18,6   | 18,6   | 18,3   | 18,3   |